# Rolf Uesseler
Rolf Uesseler (Dortmund, 1943 - Roma, Italia, 20 de junio de 2012) fue un ensayista y activista alemán.
Además de su labor como periodista y escritor ha servido para documentar investigaciones sobre la erosión del poder del estado, particularmente en el campo de los servicios bélicos.

## Biografía
Rolf Uesseler estudió ciencias económicas, psicología y periodismo. Trabajó desde 1979 como investigador y periodista independiente en Roma, donde actuó durante más de una década en el movimiento italiano contra la mafia. Sus principales áreas de trabajo fueron las tendencias ilegales en la economía mundial, la criminalidad organizada y la economía informal; las privatizaciones y el proceso de desdemocratización; las relaciones entre mafia y Estado en Italia. Como economista, desarrolló instrumentos de análisis contra el lavado de dinero y las transacciones monetarias ilegales. También publicó numerosos artículos en revistas alemanas e italianas y varios libros.

## Obras
Entre los libros que publicó figuran: Mafia: Mythos, Macht, Moral (Mafia: mito, poder, moral)(1987); Herausforderung Mafia. Strategien gegen organisierte Kriminalität (Mafia: el desafío. Estrategias contra la criminalidad organizada)(1993); Krieg als Dienstleistung. Private Militärfirmen zerstören die Demokratie (La guerra como negocio. Cómo las empresas militares privadas destruyen la democracia) (2006).

### La Guerra como negocio
A través de ejemplos tomados de la actualidad bélica mundial, Rolf Uesseler revela los intereses económicos que han motivado la actuación de empresas militares privadas en conflictos armados en el Medio Oriente, África y Latinoamérica. De manera detallada describe la facilidad para contactar cualquiera de estas empresas de mercenarios y la variedad de servicios que ofrecen que van desde la protección de personas, la asesoría en temas de seguridad nacional y el diseño de estrategias, hasta el reclutamiento, el entrenamiento de las tropas y la ejecución de las operaciones militares en los campos de batalla o la logística hasta en los últimos detalles. Entre sus clientes se encuentran estados, empresas privadas, individuos e, incluso, organizaciones humanitarias. En ocasiones forman partes de conglomerados empresariales que, incluso, llevan a cabo la explotación de los recursos de los territorios en los que actúan. El tenor y la gravedad de esta problemática es obvia y, a corto o a largo plazo, atañe a todo ciudadano. La necesidad de debatir estas nuevas formas de intervención bélica resulta impostergable dado que los efectos inmediatos y las secuelas de la privatización de tareas del sector militar afectan directamente a las poblaciones en medio de conflictos armados, la definición política de los estados y las relaciones internacionales. La guerra como negocio, pues, se convierte en un elemento de juicio clave para todo ciudadano interesado en conocer cómo se manejan en la actualidad las políticas globales en el tema de la seguridad y sus efectos para la democracia.